# Kagoshima (stad)
Kagoshima (鹿児島市, Kagoshima-shi) is de hoofdstad van de Japanse prefectuur Kagoshima. De stad ligt in de zuidwestelijke punt van het eiland Kyushu in de Aira-caldera, en is de grootste stad van de prefectuur. De stad draagt de bijnaam “het Napels van het Oosten”. Dit vanwege de ligging bij de baai, het warme klimaat, en het feit dat de stad direct naast een grote vulkaan ligt; de Sakurajima.

## Achtergrond

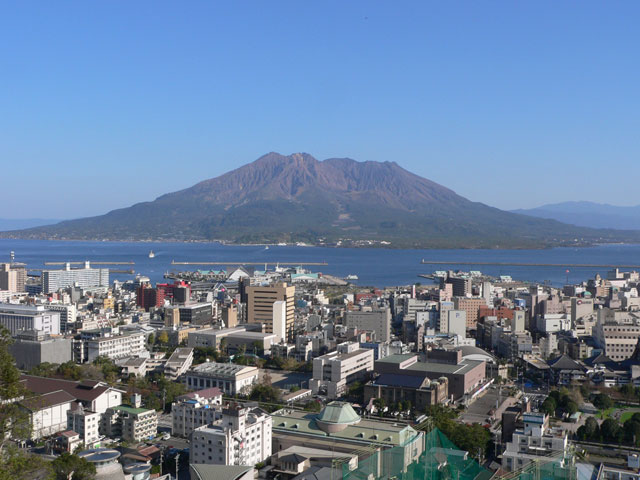
De skyline van Kagoshima, met de vulkaan Sakurajima op de achtergrond

Kagoshima had op 1 april 2018 een geschatte bevolking van 596.319. De stad beslaat een oppervlak van 547,58 km², waarmee ze dus een bevolkingsdichtheid heeft van 1089 inwoners per km².
Het oppervlak van de stad is tussen 2003 en 2005 bijna verdubbeld als gevolg van een fusie met vijf andere gemeenten: Kōriyama, Matsumoto (beide uit het district Hioko), Kiire (uit het district Ibusuki), Sakurajima en Yoshida (beide uit het district Kagoshima). Voor de fusie had Kagoshima een inwoneraantal van 554.136.
Kagoshima ligt ongeveer 40 minuten van de Luchthaven Kagoshima. De stad is een van de grootste verkeersknooppunten voor de zuidelijke Japanse eilanden, waaronder voor de Shinkansen. Kagoshima heeft grote winkelcentra en restaurants. Het openbaar vervoer bestaat grotendeels uit trams. Bij de oude haven nabij de vulkaan is een groot aquarium gebouwd. Net buiten de stad bevinden zich de Japanse tuin Senganen (Isoteien). Andere noemenswaardige bezienswaardigheden zijn de St. Xavier-kerk (welke herinnert aan de komst van de eerste christenen naar Japan) en het Amuran-reuzenrad.

## Geschiedenis
Kagoshima was oorspronkelijk het centrum van het gebied van de Shimazu-clan; een clan van samurai. De stad was gedurende de middeleeuwen en de Edoperiode een belangrijk politiek en commercieel centrum. Tijdens de Edoperiode werd Kagoshima officieel benoemd tot hoofdstad van de Shimazu's fief, Satsuma. Satsuma was gedurende de Edoperiode een van de machtigste en rijkste gebieden van Japan. Ondanks een verbod op internationale handel beleefde Kagoshima voorspoedige tijden tijdens de Edoperiode. Kagoshima was niet alleen voor Satsuma zelf, maar ook voor het semi-onafhankelijke Koninkrijk Riukiu een belangrijk politiek centrum. Handelaars en afgevaardigden uit Riukiu deden de stad geregeld aan. De stad en de regio werden in deze periode geregeerd vanuit het Kasteel Kagoshima.
Kagoshima was ook een belangrijk centrum voor de opbloei van het christendom in Japan, alvorens het verbod op dit geloof in de late 16e en vroege 17e eeuw.

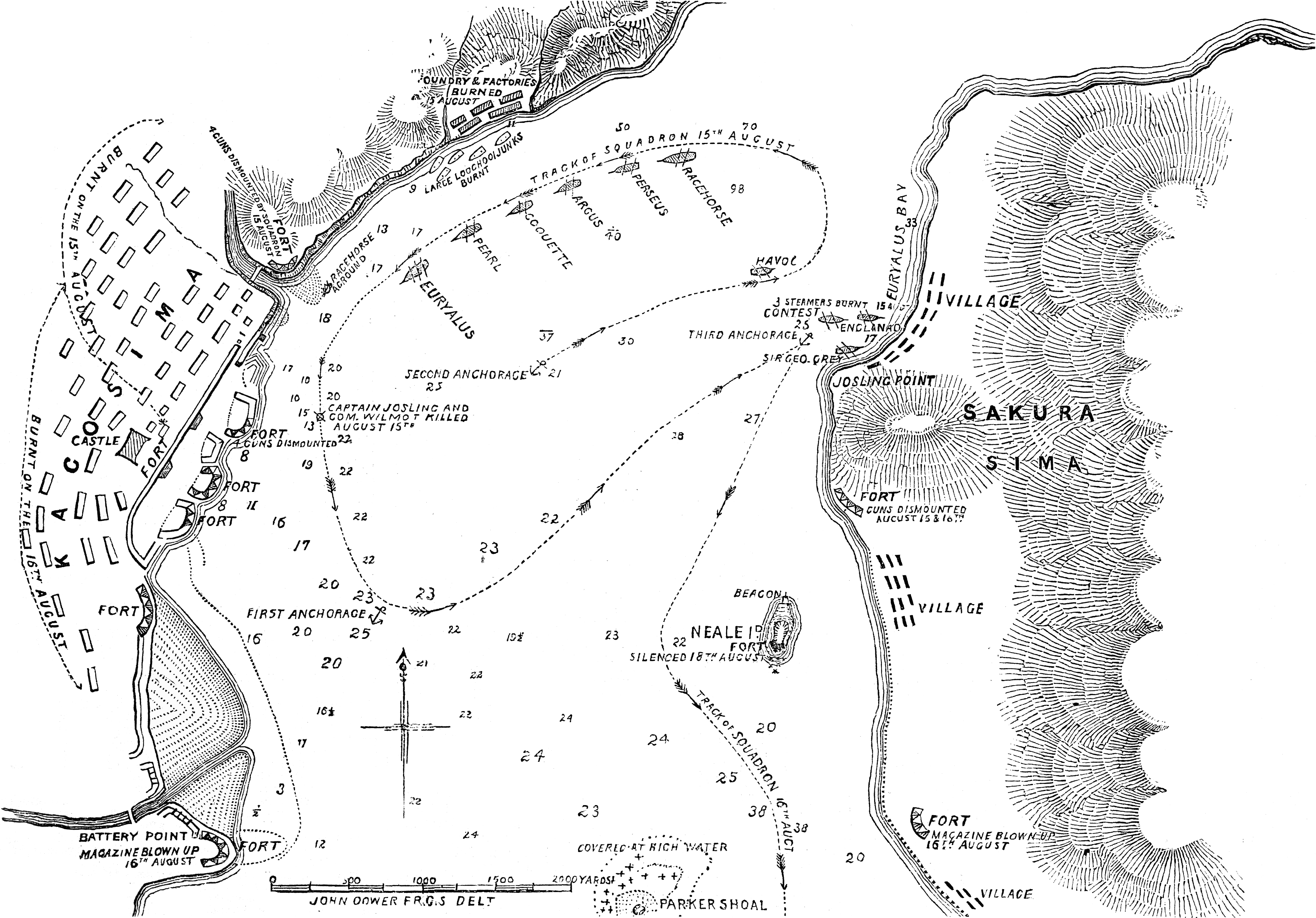
Kaart van het Bombardement van Kagoshima op 15 tot 18 augustus 1863

Tussen 15 en 18 augustus 1863 werd Kagoshima gebombardeerd door de Britse Royal Navy als vergelding voor de moord op Charles Lennox Richardson een jaar eerder, en het feit dat de daimyō van Satsuma weigerde een vergoeding hiervoor te betalen.
Kagoshima was het strijdtoneel van het laatste gevecht van Takamori Saigo, een legendarisch figuur uit de Meijiperiode, die de aanvoerder was van de Satsuma-opstand.

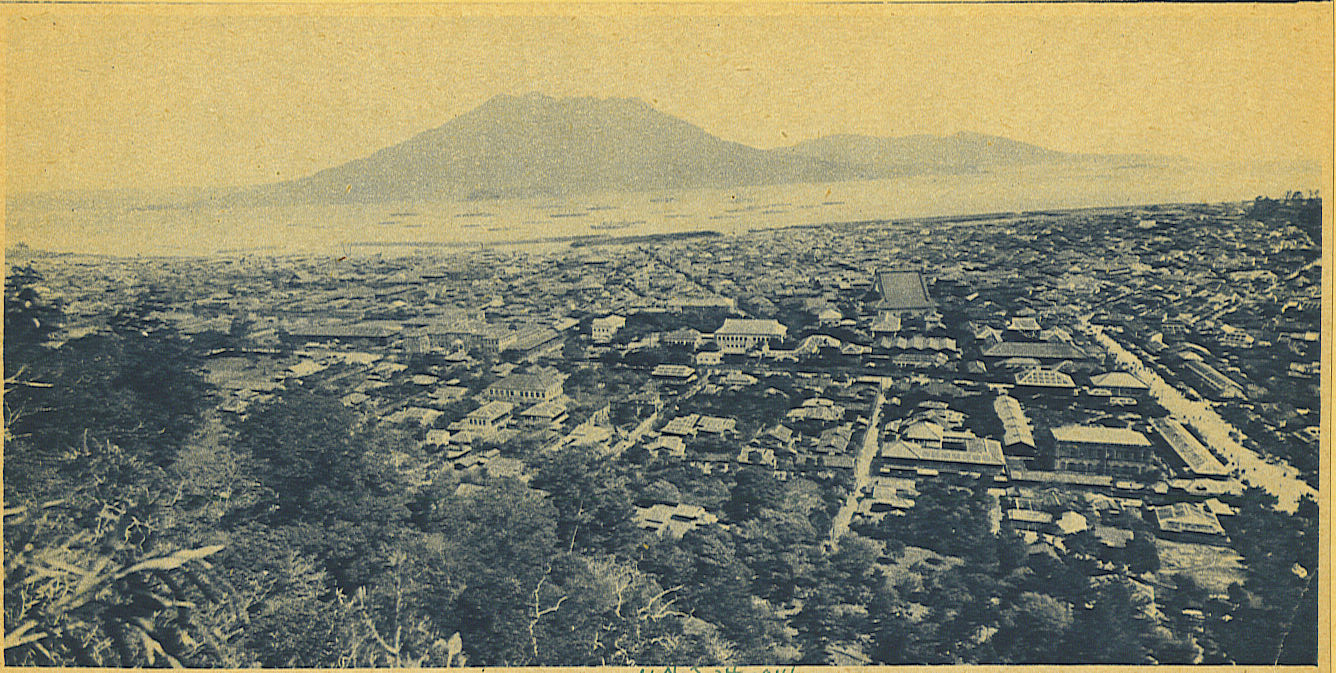
Kagoshima werd in 1914 bedolven onder de as van de Sakurajima.

De industriële revolutie van Japan zou haar oorsprong hebben in Kagoshima. Zeventien jonge mannen uit Satsuma braken het verbod op het maken van buitenlandse reizen, en vertrokken naar het Verenigd Koninkrijk en de Verenigde Staten om kennis op te doen over de westerse wetenschap en industrie. Bij hun terugkeer zouden ze deze kennis in Japan in de praktijk hebben gebracht. Bij het treinstation van Kagoshima staat een standbeeld ter ere van hen.
Kagoshima was de geboorteplaats van Heihachiro Togo, die bekend werd als admiraal van de Japanse vloot tijdens de Russisch-Japanse Oorlog.
In 1914 barstte de Sakurajima uit, waardoor de stad onder een laag as werd bedolven.
Vandaag de dag is Kagoshima het thuis van een specifiek dialect van het Japans.

## Klimaat
Kagoshima heeft een vochtig subtropisch klimaat, dat wordt gekenmerkt door koele, droge winters en warme, natte zomers.
De temperatuur varieert van gemiddeld 12.6 graden in januari tot gemiddeld 32 graden in augustus. De neerslag bedraagt gemiddeld 79.4 millimeter in de wintermaanden en 224 millimeter in de zomer.

## Zustersteden
- Napels, Italië
- Perth, Australië;
- Miami, Verenigde Staten

## Geboren
- Matsukata Masayoshi (1835-1924), premier van Japan (1891-1892,1896-1898)
- Kōtarō Tanaka (1890-1974), rechtsgeleerde, politicus en rechter
- Toshihisa Tsuchihashi (1966), tennisser